# Santiago de los Caballeros
Pour les articles homonymes, voir Santiago (homonymie).
Santiago de los Caballeros (en français : « Saint-Jacques des Chevaliers »), aussi connu en français comme Saint-Yague, est une ville de la République dominicaine et le chef-lieu de la province de Santiago. Elle est située au centre de la vallée du Cibao – d'où son surnom de Ciudad Corazón – au nord du pays. Sa population s'élevait à 535 362 habitants en 2007, ce qui en faisait la deuxième ville du pays.

## Histoire
La colonie originelle fondée par Christophe Colomb en 1495 se trouvait à Jacagua, sur la rive nord du Yaque del Norte ; c'est l'une des plus anciennes villes du continent américain fondées par les Européens. Elle s'appelait alors « Santiago de los Treinta Caballeros » (Saint-Jacques des Trente Gentilshommes) parce que les premiers fondateurs de la ville étaient au nombre de trente. Cette ville fut détruite par un tremblement de terre en 1506.
Reconstruite sur son emplacement actuel, elle a à nouveau été dévastée par un tremblement de terre le 2 décembre 1562. Santiago de los Caballeros a quelquefois servi comme capitale du pays, et elle a été stratégiquement importante lors de la Guerre d'indépendance dominicaine en 1844.

## Démographie
La ville compte aujourd'hui une population de plus de 1 000 000 habitantsModèle:Référence necessaire.

## Activités
Les activités économiques les plus importantes concernent les services, grâce à l'une des plus vastes zones franches du pays. Le secteur industriel est représenté par les mines d'ambre bleu. Il y a également un aéroport international (Aeropuerto Internacional del Cibao), plusieurs universités, et une équipe de baseball (les Aguilas Cibaeñas).

## Curiosités
- Le Monumento a los Heroes de la Restauracíon
- Le Musée Historique Forteresse San Luis
- Le Centre Culturel Eduardo León Jimenes
- Le Musée de la Restauración
- Le Musée du tabac
- Le Musée Folklorique Tomás Morel
- Les Ruines de Jacagua
- La Cathédrale Santiago Apóstol
- Le Stade Cibao
- Le Palais des Sports
- La Place de la Culture
- Le Parc Duarte
- La Maison de la Culture
- Le Grand Théâtre du Cibao
- La Maison de l'Art

## Personnalités
- Rosa Smester Marrero, écrivaine et féministe dominicaine.
- Martha Heredia, chanteuse américaine, y est née en 1991.
- Dinelson Lamet (1992), lanceur droitier des Padres de San Diego de la Ligue majeure de baseball.
- Natti Natasha (1986-), chanteuse.
- Johnny Pacheco (1935-2021), musicien, compositeur, arrangeur, producteur et directeur musical dominicain.